# تری‌آلاو
تری‌آلاو (به انگلیسی: Trealaw) یک منطقهٔ مسکونی در بریتانیا است که در Rhondda Cynon Taf واقع شده‌است. تری‌آلاو ۴٬۰۴۰ نفر جمعیت دارد.